# Норвегія на літніх Олімпійських іграх 1932
Норвегія на літніх Олімпійських іграх 1932 року в Лос-Анджелесі (США) була представлена 7 спортсменами (усі чоловіки), які змагались у 4 видах спорту: легка атлетика, боротьба, плавання і мистецькі змагання. Прапороносцем на церемонії відкриття Олімпіади був легкоатлет Олав Сунде.
Норвегія всьоме взяла участь в літній Олімпіаді. Норвезькі спортсмени не здобули жодної медалі.

## Боротьба
Греко-римська боротьба
| Спортсмен  | Категорія | Раунд 1             | Раунд 2                | Раунд 3    | Раунд 4    | Місце |
| ---------- | --------- | ------------------- | ---------------------- | ---------- | ---------- | ----- |
| Арілд Даль | до 72 кг  | Берге Єнсен (DEN) L | Івар Йоганссон (SWE) L | не пройшов | не пройшов | =6    |

## Легка атлетика
| Спортсмен          | Дисципліна                 | Гіт       | Гіт   | Чвертьфінал | Чвертьфінал | Півфінал   | Півфінал   | Фінал      | Фінал      |
| Спортсмен          | Дисципліна                 | Результат | Місце | Результат   | Місце       | Результат  | Місце      | Результат  | Місце      |
| ------------------ | -------------------------- | --------- | ----- | ----------- | ----------- | ---------- | ---------- | ---------- | ---------- |
| Біргер Гауг        | стрибки у висоту, чоловіки | Н/Д       | Н/Д   | Н/Д         | Н/Д         | Н/Д        | Н/Д        | 1,85       | 9          |
| Олав Сунде         | метання списа, чоловіки    | Н/Д       | Н/Д   | Н/Д         | Н/Д         | Н/Д        | Н/Д        | 60,81      | 9          |
| Г'ялмар Йоганнесен | 400 м, чоловіки            | 49,5      | 3 Q   | 49.4        | 5           | не пройшов | не пройшов | не пройшов | не пройшов |
| Г'ялмар Йоганнесен | 800 м, чоловіки            | Н/Д       | Н/Д   | Н/Д         | Н/Д         | 1.54,3     | 4          | не пройшов | не пройшов |

## Мистецькі змагання
| Спортсмен      | Категорія  | Твір                           | Місце |
| -------------- | ---------- | ------------------------------ | ----- |
| Йос Ельвестад  | музика     |                                |       |
| Мая Віг-Гансен | скульптура | Клубна кімната для спортсменів |       |

## Плавання
| Спортсмен      | Дисципліна               | Гіт       | Гіт   | Півфінал  | Півфінал | Фінал      | Фінал      |
| Спортсмен      | Дисципліна               | Результат | Місце | Результат | Місце    | Результат  | Місце      |
| -------------- | ------------------------ | --------- | ----- | --------- | -------- | ---------- | ---------- |
| Вільям Карлсен | 100 м на спині, чоловіки | 1.13,7    | 1 Q   | 1.13,3    | 5        | не пройшов | не пройшов |